# Juegos Capitolinos
En la Antigua Roma, los Juegos Capitolinos (en latín: Ludi Capitolini) fueron los juegos sagrados anuales (ludi), celebrados en octubre e instituidos por Marco Furio Camilo en el 387 a. C., en honor de Júpiter Capitolino, y en conmemoración de que no se hubiese tomado el Capitolio por los galos ese mismo año. Los juegos duraban dieciséis días. 
Según Plutarco, una parte de la ceremonia implicaba a pregoneros públicos vendiendo etruscos en pública subasta. También utilizaban a un anciano que llevaba una bulla (amuleto) de oro alrededor del cuello, de la misma forma que lo utilizaban los niños para preservarlos del mal de ojo, y así era sometido al escarnio público. Festo decía que le vestían con una toga praetexta y le colgaban una figura de un toro alrededor del cuello, no como lo pudiera llevar un niño, sino como un ornamento que llevaban los reyes de Etruria.
Los juegos Capitolinos originales cayeron en desuso, pero fueron instituido unos nuevos por Domiciano en el año 86, basados en el modelo de los Juegos Olímpicos Antiguos griegos. Cada cuatro años, a principios del verano, se congregaban contendientes de diferentes naciones para participar en múltiples competiciones. Se otorgaban a poetas recompensas y coronas que eran colocadas en la cabeza por el propio emperador. Pero las fiestas no sólo eran para los poetas, sino también para los campeones de las competiciones, oradores, historiadores, humoristas, magos, etc. Estos juegos llegaron a ser tan célebres, que cambiaron la forma de contabilizar el tiempo y en lugar de lustros (períodos de cinco años) se empezó a contar por juegos Capitolinos, de la misma forma que lo habían hecho los antiguos griegos con sus Juegos Olímpicos.